# Ptarmus gallus
Ptarmus gallus is een straalvinnige vissensoort uit de familie van fluweelvissen (Aploactinidae). De wetenschappelijke naam van de soort is voor het eerst geldig gepubliceerd in 1877 door Kossmann & Räuber.